# Windows 3.0
A Windows 3.0 a Microsoft Windows harmadik főverziója, amely 1990-ben jelent meg. A korábbi verziókhoz képest újdonság, hogy az alkalmazások ikonokként és nem listaszerűen jelentek meg. A későbbi frissítések multimédiás funkciókat (például sztereó lejátszás, CD-ROM-támogatás) biztosítottak.
A 3.0 az első sikeres Windows-verzió: a felhasználói felület mellett a többfeladatos képességeket, a testre szabhatóságot és a memóriakezelést is dicsérték. Utódja a Windows 3.1.
Támogatása 2001. december 31-én szűnt meg.

## Fejlesztése
A Microsoft és az IBM közötti megállapodás értelmében utóbbi számítógépeit 1981 óta az MS-DOS-szal előtelepítve szállították; a Microsoft szerette volna a Windowst is hasonló módon terjeszteni, de ehhez az IBM nem járult hozzá. Az MS-DOS ötödik főverziójának megjelenésekor az IBM védett módban is futni képes operációs rendszert igényelt; a DOS az Intel 8088 korlátai miatt csak valós módban tudott futni. A 80286-os processzor támogatta a többfeladatos végrehajtást, és a 8088-hoz képest tizenhatszor több memóriát volt képes megcímezni. A CPU képességeinek kihasználására a Microsoft és az IBM közös operációs rendszert (OS/2) fejlesztett, amely nem volt kompatibilis a DOS-szal.
Az 1987-ben megjelent Windows/386 2.0 védett módú rendszermagjának köszönhetően képes a DOS-alkalmazások virtuális 8088-as módban futtatására, de a Windowsos programok továbbra is egy megosztott DOS-os virtuális gépet használtak. A Microsoft alkalmazottainak többsége ekkor már az OS/2-n dolgozott, de David Weise IBM-kritikus újra kívánta éleszteni a Windows-projektet. Murray Sargent, az Arizonai Egyetem professzora több, a védett módhoz szükséges eszközt fejlesztett a Microsoft számára. A Windows 3.0 1988-ban Weise és Sargent projektjeként indult, amikor előbbi az utóbbi hibakeresőjét felhasználva átalakította a memóriakezelőt, így az alkalmazások önálló memóriaterületen futhattak. Néhány hónapon belül képesek voltak a Word, Excel és PowerPoint elindítására, ami a cég vezetőinek tetszését is elnyerte. A Microsoft arról tájékoztatta az IBM-et, hogy a Windowst megjelenése után visszahívják, és tovább dolgoznak az OS/2-n.
A Windows 3.0-t a New York City Center Theaterben 1990. május 22-én tartott bemutató során adták ki. A hatezer résztvevővel zajló eseményt hét USA-beli és tizenkét más országbeli városban közvetítették. A hárommillió dolláros bemutató Bill Gates szerint az addigi legdrágább ilyen esemény volt. Mivel a rendszer nem volt képes a többfeladatos programfuttatásra, a Microsoft nem biztosított ingyenes licenceket; a korábbi Windows-verziókról való frissítés ötven dollárba került, a teljes, önálló verzió pedig 150-be. A rendszert előtelepítve is meg lehetett vásárolni: a lehetőség iránt a Zenith Data Systems és a CompuAdd is érdeklődött – de az IBM nem.
A Microsoft szerette volna, ha a rendszer a végfelhasználók számára is vonzó lenne – magas rendszerkövetelményei miatt sokan nagyvállalati eszköznek tekintették. A Bruce Ryan által összeállított Microsoft Entertainment Packben több játék (például Tetris vagy Aknakereső) is helyet kapott; a kis költségvetésű projekt komponenseit nem tesztelték. Az önállóan értékesített csomag olyan sikeres lett, hogy további három verziója is megjelent.
2001. december 31-én az MS-DOS 6.22 és azelőtti verziói, a Windows 3.0, a Windows 3.1x és a Windows 95 támogatása is megszűnt.

## Funkciói
A rendszer felhasználói felülete jelentős átalakuláson esett át; a Windows 2.1x helyett inkább az OS/2 Presentation Managerére hasonlít. A memóriakezelés javításának köszönhetően a párhuzamosan futtatott alkalmazások képesek egymásnak adatokat átadni. A Dynamic Data Exchange nevű protokoll korábban is a Windows része volt, azonban a memóriakezelés korlátai miatt nem volt használható. A virtuálismemória-kezelésnek köszönhetően a fizikai memória elfogyásakor a rendszer a merevlemez egy részét is igénybe veheti. A korábbi Windowsokhoz képest a 3.0 sem önálló operációs rendszer, hanem a DOS-on futó felület.
Az MS-DOS Executive nevű fájlkezelőt felváltotta a Program Manager, a File Manager és a Task List. A Program Manager az alkalmazásokat már nem listában, hanem ikonokkal jeleníti meg, amelyek átnevezhetők és áthelyezhetők, a futó alkalmazások ablaka pedig minimalizálható. A File Manager az állományokat listában jeleníti meg, a Task List pedig a futó alkalmazások kényszerített leállításához használható. A beállításkezelő szintén ikonos elrendezést kapott.
Az EGA-, MCGA- és VGA- palettákról a korábbi nyolc helyett párhuzamosan tizenhat szín választható ki (a rendszer a VGA-nál több színt és nagyobb felbontást kínáló grafikus kártyákat is támogat). A Palette Manager segítségével az összesen 256 szín sorrendje változtatható meg. A limit meghaladásakor a rendszer az aktív ablak színösszeállítását részesíti előnyben.
A korábbi Windows-verziókból több alkalmazást is megtartottak (például Jegyzettömb, Write, Paintbrush), a számológépet pedig tudományos funkciókkal bővítették. A Recorder nevű alkalmazással makrókat lehet készíteni, amelyek utána parancsikonjukkal futtathatóak. A Reversi játékot felváltotta a Pasziánsz, amely 2019-ben a World Video Game Hall of Fame része lett. A súgóprogram a DOS-os megoldástól eltérően nem csak az adott alkalmazás, hanem az összes, azt támogató Windows-program súgóját.

## Frissítések
A rendszerhez két frissítést adtak ki; ezek egyike az 1990 decemberében megjelent Windows 3.0a, amelyben a kiterjesztett memória használatát lehetővé tevő komponenst módosították; emellett egyszerűsítették a telepítés folyamatát és javították a hálózatkezeléssel, nyomtatással, valamint a kevés memóriával kapcsolatos hibákat.

### Windows 3.0 with Multimedia Extensions
A Windows 3.0 with Multimedia Extensions 1.0 1991 októberében jelent meg. A Media Control Interface támogatta a videó- és hangkártyákat, lapolvasókat, vonalkódolvasókat, MIDI-eszközöket, analóg joystickokat és optikai meghajtókat. A rendszer ébresztőórával és médialejátszóval is bővült, amely támogatta a 16 bites, 44,1 kilohertzes sztereó lejátszást.

## Rendszerkövetelmények
|                    | Windows 3.0                                       | Windows 3.0 with Multimedia Extensions                |
| ------------------ | ------------------------------------------------- | ----------------------------------------------------- |
| CPU                | Intel 8086/8088                                   | Legalább 10 MHz-es 80286-os                           |
| RAM                | 1 MB (640 kB hagyományos és 384 kB kiterjesztett) | 2 MB                                                  |
| Tárhely            | Merevlemez 6–8 MB szabad hellyel                  | Merevlemez 30 MB szabad hellyel                       |
| Meghajtó           | Hajlékonylemezes meghajtó                         | Optikai meghajtó                                      |
| Videó              | EGA, MCGA vagy VGA                                | VGA                                                   |
| Operációs rendszer | MS-DOS vagy PC-DOS 3.1                            | MS-DOS vagy PC-DOS 3.1                                |
| Egér               | Microsoft-kompatibilis egér ajánlott              | A multimédiás feladatok egy részéhez kötelező az egér |

A frissítések nélküli verzió rendszerkövetelményei a Windows valós idejű módban történő futtatásához szükségesek. Ez jelentősen csökkenti a rendszer többfeladatos képességeit, de így is képes a kiterjesztett memória használatára (amelyet bővítőkártyákkal vagy memóriakezelőkkel lehet növelni). A visszafelé való kompatibilitásnak köszönhetően lehetséges a DOS-t vagy a korábbi Windows-verziókat megkövetelő alkalmazások futtatása is. A standard módhoz legalább 80286-os processzor szükséges, de ekkor az alkalmazások is hasznosíthatják a kiterjesztett memóriát. A 386-os módhoz legalább 80386-os processzor és kettő megabyte RAM szükséges; ekkor lehetséges a DOS-alkalmazások ablakos módban futtatása más programokkal párhuzamosan (a valós idejű és 286-os módban csak teljes képernyőben futnak, a Windowsos programok elindítása előtt pedig be kell őket zárni). A 386-os módban nem lehet olyan DOS-programokat futtatni, amelyek a védett módba lépéshez a DOS Protected Interface specifikációinak nem megfelelő módszert alkalmaznak. A Windows a lehető legmagasabb módban indul, de ez a WIN /R vagy WIN /S parancsokkal felülbírálható; ha a választott módra a számítógép nem alkalmas, a rendszer a következő legalacsonyabbat választja ki.

## Fogadtatása
A Windows 3.0 volt az első sikeres verzió: a felhasználók és kritikusok tetszését az ikonos elrendezés, a könnyű kezelhetőség, a többfeladatos képességek és a testre szabhatóság nyerte el. A Computerworld szerint a rendszer az OS/2-vel és a Unixszal megegyező előnyökkel bír. Garry Ray szerint ez az első Windows-verzió, amelynek használata komolyan megfontolható. A PC Magazine szerint a felület könnyen kezelhető, de a Macintoshhoz képest kevésbé intuitív. Michael J. Miller, az InfoWorld szerkesztője úgy gondolta, hogy a parancssoros rendszerek felhasználóinak elsődleges választása a Windows 3.0 lesz.
A Windows 3.0 kedvelt újítása a memóriakezelése volt; a korábbi verziók korlátai lassulásokat és összeomlásokat okoztak. Ugyan a 3.0 rendszerkövetelményei magasak voltak, több memóriakezelési mód is elérhető volt, a rendszer pedig képes volt az erősebb processzorok és a 640 kilobyte fölötti memóriaterület támogatására.
Ted Needleman a felhasználói felületet az Apple Lisáéhoz hasonlította, emellett pozitívumként említette a frissítőverzió alacsony árát is. Megjegyezte, hogy a rendszer előnyeit csak a Windows-alkalmazások tudják kihasználni. 1991 februárjában a PC Magazine számos olyan programot listázott, amelyek a Windowszal igen, de az OS/2-vel nem kompatibilisek. A Windows sikereként két további tényezőt is megneveztek: a Macintoshhoz képest alacsony rendszerkövetelmények és az akkor erősnek számító hardverek teljes körű támogatása.
A Szövetségi Kereskedelmi Bizottság szerint a Microsoft megtévesztette a szoftverfejlesztőket, mert miközben azok az OS/2-höz készítettek programokat, a Microsoft saját, Windowsos példányait fejlesztette. Az operációs rendszer kiadásakor a Microsoft a táblázatkezelők piacán tíz, a szövegszerkesztőkén pedig tizenöt százalékos piaci részesedéssel bírt, de ezek a számok 1995-re 60 százalékra ugrottak, megelőzve a korábban domináns Lotust és WordPerfectet. A Microsoft az OS/2-re való szoftverfejlesztést tanácsolta, eközben a Windows 3.0-t annak alacsonyabb rendű változatának nevezte – Bill Gates szerint az OS/2 az 1990-es évek operációs rendszere. A cég a Windows-márka visszavonultatását is ígérte. Az 1994. július 15-én meghozott ítélet megtiltotta a Microsoftnak, hogy operációs rendszereihez más szoftvercsomagokat mellékeljen; ez volt az első alkalom, hogy a cég versenyellenes gyakorlatait vizsgálták.

### Eladások
A rendszer a megjelenés idején negyvenmillió számítógépen volt megtalálható; ebből mindössze öt százalék volt a korábbi verziókról áttérők száma. Hat hónap alatt kétmillió licencet értékesítettek; a sikerhez hozzájárult az Intel 80486-os processzor megjelenése is. Brian Livingston szerint „egy vállalkozás Windowsos számítógép nélkül olyan, mint fax nélkül”. A Microsoft tízmillió dollárt költött marketingre (ebből hármat a kiadásra). A Windows 3.1 megjelenéséig tízmillió példányt értékesítettek; egy év múlva már többen használtak Windowst, mint DOS-t.
A Windows 3.0 fordulópont volt a Microsoft számára; a nem várt siker következtében átalakult az IBM-mel ápolt kapcsolatuk, szoftvereiket 1993-ig értékesítették egymásnak. A Microsoft bevételei az 1989-es 803,5 millió dollárról 1990-re 1,18 milliárdra emelkedtek; a cég szerint ez a Windows sikerének köszönhető.

## Fordítás
- Ez a szócikk részben vagy egészben  a   Windows 3.0 című angol Wikipédia-szócikk ezen változatának fordításán alapul.  Az eredeti cikk szerkesztőit annak laptörténete sorolja fel. Ez a jelzés csupán a megfogalmazás eredetét és a szerzői jogokat jelzi, nem szolgál a cikkben szereplő információk forrásmegjelöléseként.